# Виктория Томова
Вижте пояснителната страница за други личности с името Виктория.
Виктория Константинова Томова е българска тенисистка, първа ракета на България при жените и състезателка на ТК Левски. Неин треньор е Михаил Кънев. През 2014 г. дебютира в отбора на България за Фед Къп.

## Ранна кариера
Започва да тренира тенис от 6-годишна възраст. Още на 9 години е забелязана от специалистите след като печели турнир до 12 години през 2005 г. в академията на Ник Болетиери в Брадънтън (Флорида). Тя е многократна републиканска шампионка при девойките в различните възрастови групи.
През 2009 г. става шампионка на двойки при жените от държавното първенство в зала с Жаклин Алауи. Достига до 4 място в ранглистата на Европейската тенис асоциация (ETA) за девойки до 14 г. след като печели последователно два турнира от първа категория в Ливорно (Италия) и Мая (Португалия). През месец май печели турнир от 4 категория в Унгария до 18 г., като стартира от квалификациите и побеждава на финала поставената под №1 Бланка Саваи (сестра на Агнеш Саваи) с резултат 6 – 1 6 – 4. През следващата седмица отново достига до финал на турнир от 2 категория в Будапеща, но губи в оспорван трисетов мач от украинката Елина Свитолина (7 – 5, 3 – 6, 1 – 6).
През юни печели турнира „BNP PARIBAS CUP“ в Париж до 14 г., известен като детския Ролан Гарос. Става четвъртата българка европейска шампионка за девойки в същата възрастова група (след Мануела Малеева, Магдалена Малеева и Любомира Бачева, които побеждават съответно през 1981, 1988 и 1989 г.) и оглавява европейската ранглиста.
През юли 2009 г. отборът на България до 14 години заема 5-о място на световното първенство, като претърпява само една загуба от бъдещите шампионки от САЩ. Виктория Томова завършва турнира без нито една загуба на сингъл.
През август 2009 г. подписва договор с американската мениджърска агенция IMG, който и дава право да се подготвя в академията на Ник Болетиери в Брадънтън. През същата година е избрана за тенисистка №2 на Европа при 14-годишните, като става втората българка след Диа Евтимова (през 2001 г.), която намира място в престижната класация.

## Кариера при девойките
Нейният първи турнир при девойките е през месец април 2008 година в град Пловдив. Тя започва от квалификациите на турнира 4-та категория, който се провежда на клей. По силата на жребия пропуска първи кръг. Във втория кръг се изправя срещу поставената под номер 2 в пресявките Силвия Желязкова. Томова печели първия сет, но впоследствие допуска обрат и отпада от турнира.
В началото на месец май 2008 година участва в турнира 4-та категория „Кенана Къп“ в Хасково, след като получава „уайлд кард“ от организаторите. Още в първи кръг обаче отпада от поставената под номер 6 полякиня Йоана Налборска.

## Професионална кариера
Виктория Томова прави своя дебют на международни турнири при жените през 2009 г. в Русе, като достига до полуфинал, където губи от Мартина Гледачева.
На 5 октомври 2009 дебютира в световната ранглиста за жени под номер 999.
През 2010 г., благодарение на контракта си с мениджърската агенция IMG получава „уайлд кард“ за квалификациите на големия турнир „Сони Ериксон Оупън“ в Маями. Губи след много оспорван мач от хърватката Каролина Шпрем с резултат 6 – 1, 3 – 6, 6 – 3.
През ноември 2011 г. постига най-големия успех в досегашната си кариера, като на турнира в Монастир (Тунис) печели титлите на сингъл и на двойки.
През юли 2017 г. записва първата си победа в основната схема на турнир от WTA, след като побеждава Гьоргес с 6 – 4, 2 – 2 и отказване.

## Класиране в ранглистата в края на годината
| Година | 2009 | 2010 | 2017 |
| Сингъл | 906  | 852  | 139  |
| Двойки | —    | —    | —    |

## Финали

### Титли на сингъл (2)
| Година | Турнир   | Категория    | Резултат    | Съперник            |
| 2011   | Монастир | ITF $ 10 000 | 3 – 1 отк.  | Клаудия Бочова      |
| 2012   | Варна    | ITF $ 10 000 | 6 – 1 6 – 4 | Анастасия Василиева |
| 2019   | Биариц   | ITF $ 80 000 | 6-2 5-7 7-5 | Данка Ковинич       |

### Загубени финали на сингъл (1)
| Година | Турнир  | Категория    | Съперник    | Резултат    |
| 2010   | Сараево | ITF $ 10 000 | Ани Миячика | 1 – 6 2 – 6 |

### Титли на двойки (1)
| Година | Турнир   | Категория    | Партньор      | Съперници                        | Резултат             |
| 2011   | Монастир | ITF $ 10 000 | Анита Хусарич | Анастасия Харченко Никол Меличар | 6 – 3 5 – 7 [10 – 5] |